# Martin Stoll
Martin Stoll (Heidelberg, 9 febbraio 1983) è un ex calciatore tedesco, di ruolo difensore.

## Palmarès

### Club

#### Competizioni nazionali
- Campionato tedesco di seconda divisione: 1

Karlsruhe: 2006-2007
- 3. Liga: 1

Karlsruhe: 2012-2013